# Giat
Giat ist eine französische Gemeinde mit 791 Einwohnern (Stand: 1. Januar 2022) im Département Puy-de-Dôme in der Region Auvergne-Rhône-Alpes. Die Gemeinde gehört zum Arrondissement Riom und zum Kanton Saint-Ours (bis 2015: Kanton Pontaumur). Die Einwohner werden Giatois genannt.

## Lage
Giat liegt etwa 47 Kilometer westnordwestlich von Clermont-Ferrand in der alten Kulturlandschaft der Combrailles am Sioulet. Das Gemeindegebiet wird vom Fluss Sioulet durchquert, im Norden verläuft die Ribière, im Süden der Chavanon.  Umgeben wird Giat von den Nachbargemeinden La Celle im Norden, Condat-en-Combraille im Nordosten, Saint-Étienne-des-Champs im Osten und Nordosten, Voingt im Osten, Verneugheol im Süden, Saint-Merd-la-Breuille im Südwesten, Flayat im Westen und Südwesten, Fernoël im Westen sowie Basville im Westen und Nordwesten.

## Bevölkerungsentwicklung
| Jahr                       | 1962 | 1968 | 1975 | 1982 | 1990 | 1999 | 2008 | 2013 |
| Einwohner                  | 1521 | 1516 | 1374 | 1152 | 1049 | 958  | 901  | 848  |
| Quellen: Cassini und INSEE |      |      |      |      |      |      |      |      |

## Sehenswürdigkeiten

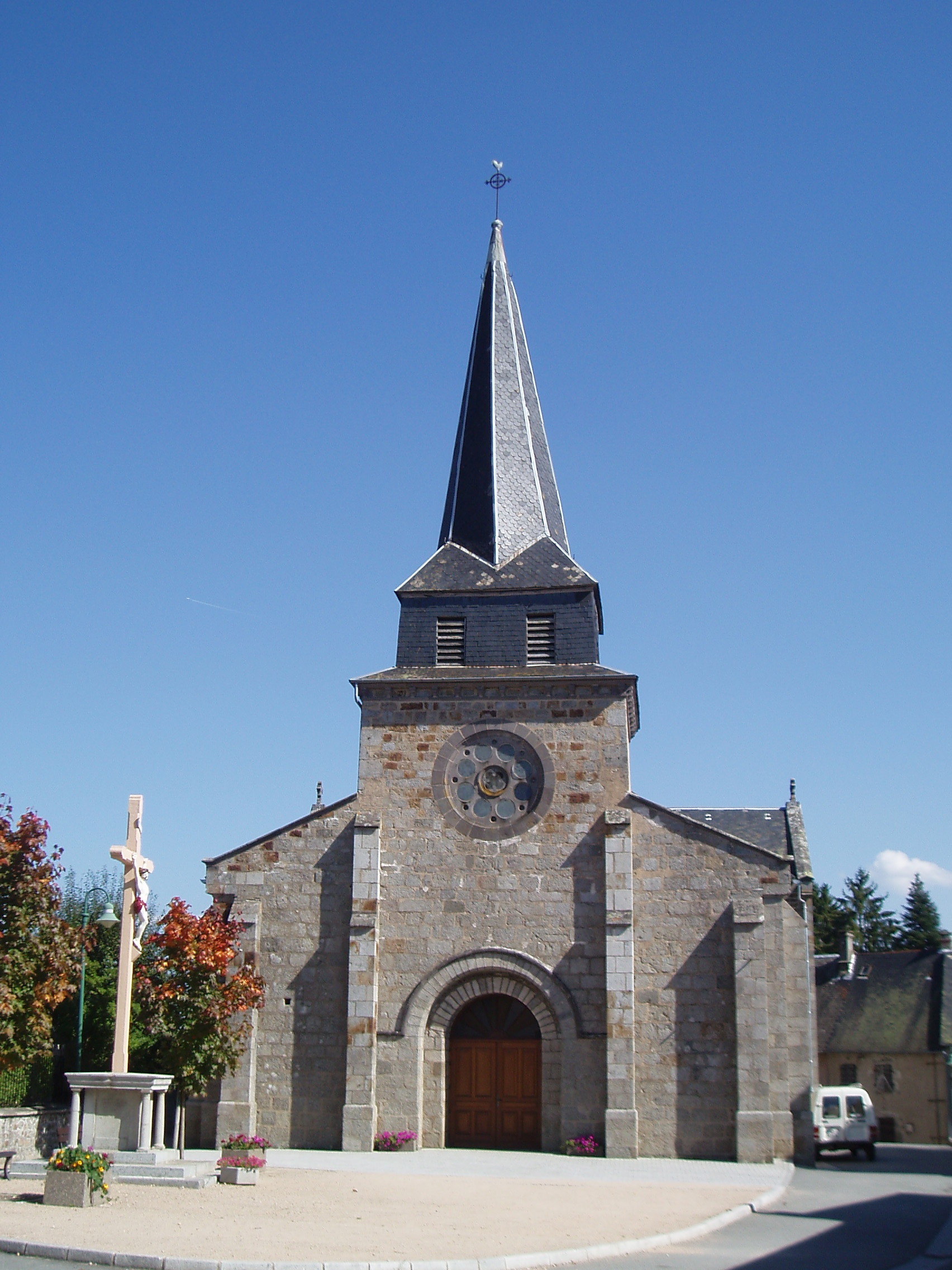
Kirche Saint-Barthélemy
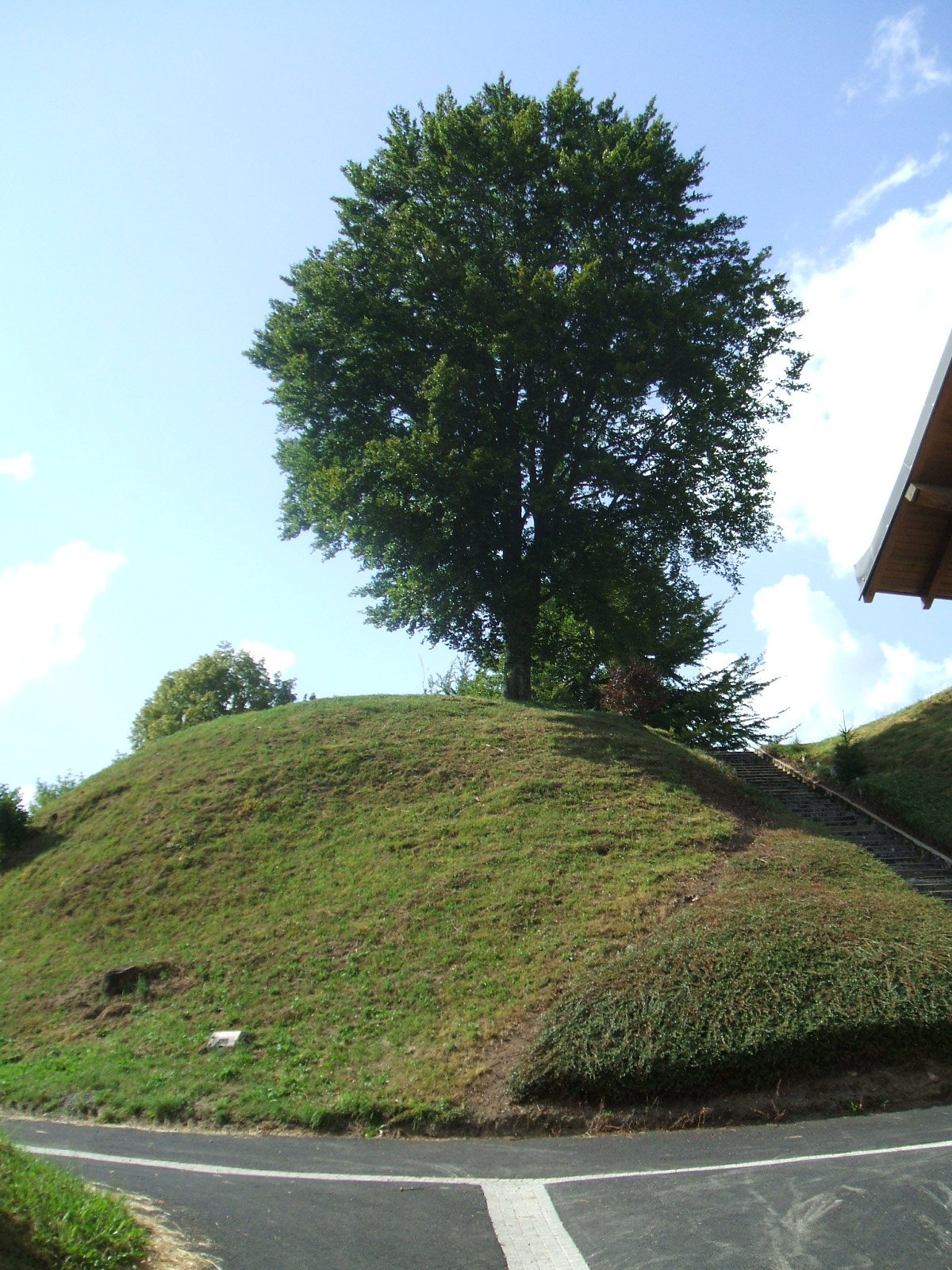
Reste einer Wallburg

- Kirche Saint-Barthélemy
- Reste der Wallburg